# Собрал (Сеара)
Собрал (порт. Sobral) — муниципалитет в Бразилии, входит в штат Сеара. Составная часть мезорегиона Северо-запад штата Сеара. Входит в экономико-статистический микрорегион Собрал. Население составляет 176 895 человек на 2007 год. Занимает площадь 2 122,989 км². Плотность населения — 83,32 чел./км².

## История
Город основан 14 ноября 1772 года.

## Статистика
- Валовой внутренний продукт на 2005 составляет 1.442.960.000,00 реалов (данные: Бразильский институт географии и статистики).
- Валовой внутренний продукт на душу населения на 2005 составляет 8.356,00 реалов (данные: Бразильский институт географии и статистики).
- Индекс развития человеческого потенциала на 2000 составляет 0,699 (данные: Программа развития ООН).

## География
Климат местности: полупустыня.